# Edmilson Filho
Edmilson Filho (Fortaleza, 21 settembre 1976) è un attore, comico ed ex taekwondoka brasiliano.

## Biografia
Edmilson è il terzo dei quattro figli di una coppia cearense e l'unico maschio. A 12 anni ha iniziato a praticare kung fu, ma ben presto è passato al taekwondo, arrivando anche a diventare membro della nazionale brasiliana negli anni 1999 e 2000. Attualmente è maestro di 5º grado di taekwondo.
Ha intrapreso la sua carriera artistica ancora in pieno agonismo. I primi passi li ha mossi all'età di 17 anni, nei cabaret di Fortaleza, sua città natale. Ha incontrato Halder Gomes quando era ancora un adolescente e, su suo invito, ha partecipato come protagonista al corto O Astista contra o gordo do mal, trasformato poi nel lungometraggio  Cine Holliúdy, con cui ha vinto il "Premio Quem 2013 per il miglior attore".
Molto attivo inizialmente in teatro, Edmilson ha recitato in circa 300 spettacoli dal 1993 al 2002, per poi trasferirsi negli USA, dove vive tuttora, pur continuando a lavorare in Brasile.
Nel 2015 è apparso nel primo episodio della serie Os Experientes nei panni di una maldestra guardia giurata.
Edmilson Filho ha lavorato in tutte e tre le stagioni della web serie Tome Prumo.
Nel 2018 ha recitato in Cine Holliúdy 2: A Chibata Sideral, sequel del film che l'aveva consacrato.
Nel 2021 è stato il poliziotto protagonista nella pellicola cult Operazione Celestina, ritrovando sul set l'attore conterraneo Marcondes Falcão, con cui aveva già lavorato in Cine Holliúdy e nel suo sequel Cine Holliúdy 2: A Chibata Sideral.